# Astrud
Astrud fue un grupo de pop español formado en Barcelona en 1995 y desaparecido en 2011, compuesto por Manolo Martínez (voz, guitarra y teclados) y Genís Segarra (teclados —este último también componente del dúo de pop electrónico Hidrogenesse—).

## Componentes
- Manolo Martínez (Ceuta, 1973), voz, guitarra y teclados.[2] Es, además, el letrista del grupo. En algún directo ha tocado la batería, anecdóticamente.
- Genís Segarra (Lérida, 1972), teclados, sintetizadores, vocoder[2] y programaciones. En algunos conciertos también hace de bajista.

Además, para la grabación y las giras de presentación de los álbumes del periodo comprendido entre 2004 y 2007 contaron con la colaboración fija de Enric Juncà (batería) y Eduard Alarcón (bajo), así como de Laura Basterra (sintetizador) y Joe Robinson (producción e ingeniero de sonido).
En 2009 y 2011 se asociaron con el quinteto Col.lectiu Brossa para re-interpretar parte de su repertorio, en directo y en el disco Lo nuevo.

## Historia
Manolo y Genís se conocen en 1995 en un concierto del grupo británico Pulp en Barcelona, y desde ese momento y teniendo en cuenta sus afinidades musicales comienzan a componer. Desde sus inicios despiertan el interés en pequeños círculos independientes por su atrevida puesta en escena basada en la provocación y el sentido del humor y por sus composiciones musicales que cogen lo mejor del pop ye-ye de los años 1960, de la canción francesa, de la new wave británica de los años 1980, del Brit-Pop de los años 1990 y de la música independiente española de finales del siglo XX y principios del XXI.
Astrud lanza su primer CD en 1997 con el sello Acuarela, para pasar posteriormente a Chewaka, un subsello de la multinacional Virgin y editar su primer álbum, Mi fracaso personal en 1999 y el segundo, Gran fuerza, en 2001. Sus aportaciones al panorama musical español se conforman de conciertos marginales (clocharistas), colaboraciones, remezclas y proyectos paralelos, así como la creación de un sello discográfico, Austrohúngaro, hasta llegar al año 2004 cuando publican el álbum Performance, en el sello Sinnamon, que apoyado en el EP Todo nos parece una mierda (con 6 canciones) les sitúa en la cima del pop independiente español con unos seguidores fieles y unas críticas sumamente positivas. El sencillo es el tema principal de la serie chilena Transantiaguinos de Canal 13.
Como celebración de los 10 años del grupo publicaron en 2006 un recopilatorio de Caras B y rarezas llamado Algo cambió que supone un repaso a la vida de la banda.
Su último álbum compuesto enteramente de temas inéditos, Tú no existes (Sinnamon), fue publicado en mayo de 2007.
Después de una pausa de casi dos años, se asocian con el Col.lectiu Brossa (violín, chelo, zanfona, marimba y acordeón) para reinterpretar en directo sus mejores canciones. Estas versiones se grabarían y se publicarían en Elefant Records en 2010 con dos temas nuevos: Lo popular y La música de las supercuerdas.
En noviembre de 2011 anuncian que Manolo se traslada a Estados Unidos para ocupar una beca en Nueva York, suspendiendo la actividad del grupo durante un mínimo de dos años.

## Discografía

### Álbumes
- 2010: Lo nuevo. Con el Col.lectiu Brossa.
- 2007: Tú no existes.
- 2006: Algo cambió.
- 2004: Performance.
- 2001: Gran fuerza.
- 1999: Mi fracaso personal.

### CD-Sencillos
- 2004: "Todo nos parece una mierda".
- 2002: "La boda".
- 2001: "Mírame a los ojos".
- 2001: "Mentalismo".
- 2000: "Cambio de idea EP - Extensión de gama".
- 1999: "Bailando remezclas".
- 1999: "Esto debería acabarse aquí".
- 1997: "Astrud EP".

### Participación en recopilatorios
- 2009: "Attends ou va-t'en" (versión de Gainsbourg para Flor de Pasión), en DOROPAEDIA#7RADIO: 30 años de Radio 3.[4]
- 2006: "Son los padres", en Recopilatorio navideño de Jabalina.
- 2006: Lujo y miseria. Edición 1900.
- 2005: Made in Barcelona. Indie Rock All Stars Compilation.
- 2005: Indivision. Lo último del pop independiente español.
- 2004: Un mystique determinado. Canciones de Manolo y Genís para un vídeo de Carles Congost.
- 1999: Querido sordo 2.
- 1999: Querido sordo.
- 1998: "Romance sentimentale (Eisenstein)", en BSO Festival de Cine de Gijón (Cosmos).
- 1998: Lujo y miseria.
- 1997: Cosmosound:1.

### Videoclips
- 2011: "Lo popular", dirigido y realizado por Jimmy Gimferrer.
- 2011: "La música de las supercuerdas", dirigido y realizado por Jimmy Gimferrer.
- 2007: "Minusvalía", dirigido y realizado por Jimmy Gimferrer.
- 2007: "Paliza", dirigido y realizado por Jimmy Gimferrer.
- 2007: "El Miedo que tengo", dirigido y realizado por Jimmy Gimferrer.
- 2005: "Hay un hombre en España", dirigido y realizado por Marc Gómez del Moral.
- 2004: "Todo nos parece una mierda", dirigido y realizado por Marc Lozano.
- 2001: "Mentalismo", dirigido y realizado por Belén Montero y Juan Lesta.
- 1999: "Bailando", dirigido y realizado por Belén Montero y Juan Lesta.
- 1999: "Esto debería acabarse aquí".